# Ouro Verde de Minas
Ouro Verde de Minas là một đô thị thuộc bang Minas Gerais, Brasil. Đô thị này có diện tích 174,99 km², dân số năm 2007 là 6832 người, mật độ 28,4 người/km².